# Carinhall

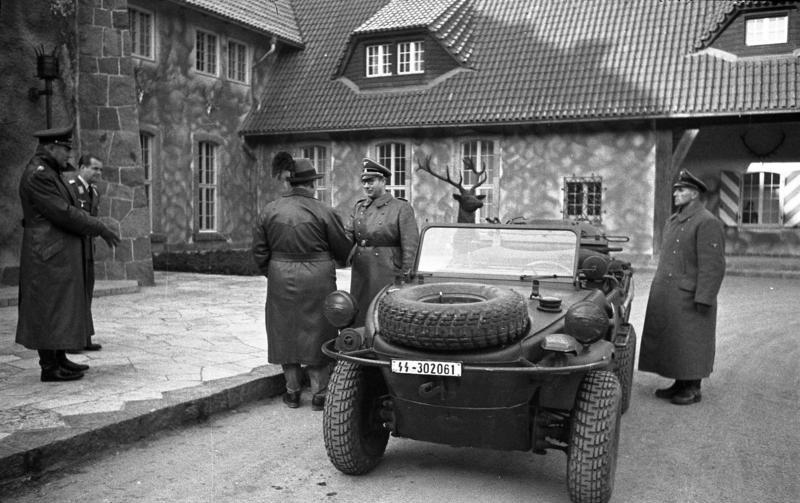
Hermann Göring välkomnar en SS-ledare till Carinhall.

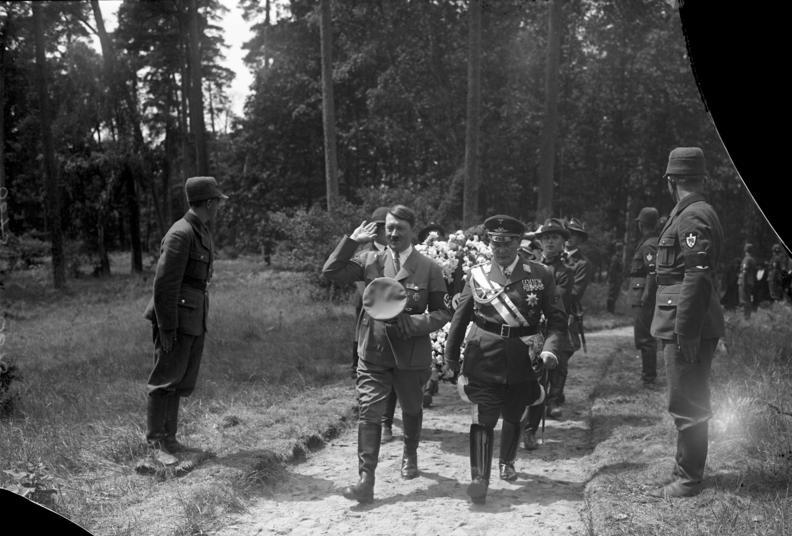
Adolf Hitler och Hermann Göring vid Carin Görings gravsättning vid Carinhall 19 juni 1934.

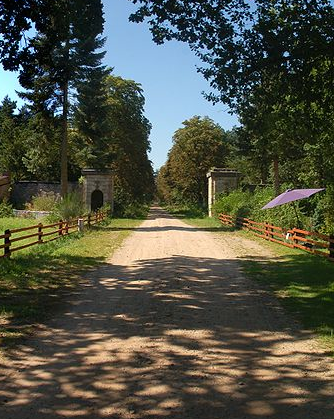
Infarten till Carinhall, med kastanjeallén. Av huvudbyggnaden återstår endast ruinrester.

Carinhall eller Karinhall, beläget i skogsområdet Schorfheide utanför orten Gross Dölln vid staden Templin i Brandenburg i Tyskland, var den nazistiske riksmarskalken Hermann Görings representationsbostad och lantegendom. 

## Historik
Carinhall uppfördes från 1933 i flera etapper och döptes efter Görings avlidna fru, svenskan Carin Göring. Arkitekt var Werner March, som även ritade Berlins Olympiastadion. Senare övertog Friedrich Hetzelt ledningen för bygget.
Göring använde Carinhall som utställningsplats för sin omfattande privata konstsamling, som till stor del bestod av plundrad konst från olika privata och offentliga samlingar i det nazistockuperade Europa. Här tog han också emot utländska statsgäster och jagade på Schorfheide.
År 1943 lät Göring flytta delar av konstsamlingen till saltgruvorna i Altaussee. Av den återstående delen av samlingen fördes i januari 1945 större delen med tåg till Berchtesgaden i Bayern. År 1945 lät Göring spränga Carinhall innan framryckande sovjetiska trupper hann fram. Resterna av Carinhall förstördes av de sovjetiska trupperna. 
Av anläggningen, som den såg ut under andra världskriget, återstår idag radiokommunikationsbyggnaden, två hus för vakterna, en portanläggning med två vaktkurer och en kastanjeallé. Av själva herrgårdsbyggnaden återstår endast några murrester. Resterna av källaren och bunkern var fram till 1990-talet delvis åtkomliga, men har sedan dess förseglats. Carin Görings tidigare grav markeras idag genom en mindre sänka i marken. Vid utgrävningar av bunkerresterna gjordes vissa fynd av undangömda konstföremål.

## Carin Görings begravningsplats
Carin Göring avled och begravdes 1931 på Lovön i Stockholms län. Några år senare lät han hämta hennes stoft och begravde det på Carinhall. Det som man då trodde var stoftet av Carin Göring återfördes efter andra världskriget till Sverige och gravsattes där 1951. Ett nytt fynd av kvarlevor år 1991 visade sig efter DNA-tester vara Carin Göring. Även dessa kvarlevor har förts till Sverige och gravsatts där.